# Озёрки (Дмитровский район)
Озёрки — посёлок в Дмитровском районе Орловской области. Входит в состав Долбенкинского сельского поселения. Постоянное население — 1 человек (2010 год).

## География
Расположен в 16 км к юго-востоку от Дмитровска. Высота над уровнем моря — 243 м. Ближайший населённый пункт — посёлок Высокий. Мимо восточной окраины посёлка проходит автомобильная дорога 54К-77 «Железногорск—Дмитровск». К западу от Озёрок находится лесное урочище Сухая Хотынь, к югу — урочище Робий, к северо-востоку — урочище Крутое.

## История
В 1926 году в посёлке было 13 дворов, проживало 75 человек (38 мужчин и 37 женщин). В то время посёлок входил в состав Долбенкинского сельсовета Долбенкинской волости Дмитровского уезда. С 1928 года в составе Дмитровского района. В 1937 году в Озёрках было 9 дворов. Во время Великой Отечественной войны, с октября 1941 года по август 1943 года, находился в зоне немецко-фашистской оккупации. В соседнем с посёлком лесном урочище Сухая Хотынь в то время находились базы партизанских отрядов.

## Население
| 1926 | 1979 | 2002 | 2010 |
| ---- | ---- | ---- | ---- |
| 75   | ↘15  | ↘3   | ↘1   |

## Памятники
В Озёрках находится памятник Дмитровским партизанам. Расположен недалеко от автомобильной дороги «Железногорск—Дмитровск».